# Парусный спорт на летних Олимпийских играх 1900 — 0,5—1 тонны
Соревнования среди лодок водоизмещением от 0,5 до 1 тонны в парусном спорте на летних Олимпийских играх 1900 года прошли 24 мая. Приняли участие 16 команд из трёх стран.

## Призёры
| Золото                                                                      | Серебро                                                                           | Бронза                                               |
| Великобритания · Джон Греттон · Лорн Карри · Элджернон Модсли · Линтон Хоуп | Франция · Жак Бодрье · Жюль Вальтон · Жан Ле Бре · Феликс Маркотт · Уильям Мартин | Франция · Марсель Меран · Феликс Мишле · Эмиль Мишле |

## Соревнование
| Место | Команда                                                                    | Яхта           | Результат  |
| ----- | -------------------------------------------------------------------------- | -------------- | ---------- |
| 1     | Великобритания Джон Греттон, Лорн Карри, Элджернон Модсли, Линтон Хоуп     | Scotia         | 3:29:45    |
| 2     | Франция Жак Бодрье, Жюль Валтон, Жан Ле Бре, Феликс Маркотт, Уильям Мартин | Crabe II       | 3:39:23    |
| 3     | Франция Марсель Меран, Феликс Мишле, Эмиль Мишле                           | Scanasaxe      | 3:42:40    |
| 4     | Франция Жан де Шабанне                                                     | Crabe I        | 3:47:11    |
| 5     | Франция Жак де Констант                                                    | Pierre et Jean | 3:52:44    |
| 6     | Франция Легру                                                              | Suzon IV       | 3:53:50    |
| 7     | Франция Луи Огюст-Дормюль                                                  | Petit-Poucet   | 3:56:55    |
| 8     | Франция Тексье, Тексье                                                     | C.V.A.         | 4:00:32    |
| 9     | Франция Марк Жуссе                                                         | Dick           | 4:03:00    |
| 10    | Франция Дюплон, Лето                                                       | Galopin        | Неизвестно |
| 11    | Франция Россоллен                                                          | Ariette        | 4:04:21    |
| 12    | Франция Жан Ле Бре                                                         | Crocodile      | 4:06:40    |
| 13    | Франция Альбер Гландаз                                                     | Colette        | 4:08:?     |
| 14    | Франция Анри Готье                                                         | Cinara         | 4:10:?     |
| —     | Германия Оттокар Вайзе, Артур Бломфельд, Георг Науэ, Хайнрих Петерс        | Aschenbrödel   | DSQ        |
| —     | Франция Пьер де Болонь, Жоне-Пастре, Эжен Лаверн, Поттье                   | Sidi-Fekkar    | DSQ        |